# Paperino innamorato
Paperino innamorato (Don Donald) è un film del 1937 diretto da Ben Sharpsteen. È il primo cortometraggio animato della serie Donald Duck, prodotto dalla Walt Disney Productions e uscito negli Stati Uniti il 9 gennaio 1937, distribuito dalla United Artists. Il cartone animato segue Paperino mentre tenta di corteggiare un'anatra messicana di nome Donna. Il film è caratterizzato dalla musica di Paul J. Smith, adattata dalle canzoni popolari messicane Cielito lindo e Jarabe Tapatìo.
Sebbene all'epoca fosse stato pubblicizzato come un altro cortometraggio della serie Mickey Mouse, il film è in realtà il primo corto della serie Donald Duck, ed è il primo a presentare Paperino come protagonista. Il film introduce anche un interesse amoroso per Paperino. A partire dagli anni novanta è più noto come Don Paperino. Nell'aprile 1998 fu inserito nel film di montaggio direct-to-video I capolavori di Paperino.

## Trama
Paperino cavalca il suo asinello attraverso il deserto messicano, suonando una chitarra e indossando un sombrero, per andare a trovare la sua fidanzata, Donna Duck. Dopo un breve flirt con Paperino, Donna balla Jarabe Tapatìo e alla fine atterra sull'asino, che la disarciona. Paperino scoppia a ridere, facendo arrabbiare Donna, che lo schiaffeggia facendolo cadere in una fontana, per poi rompergli la chitarra in testa e tornare in casa infuriata. Nel frattempo, l'asino si prende gioco di Paperino. Allora Il papero decide di scambiarlo per una macchina nuova ad un posto di scambio.
Donna sta distruggendo un ritratto di lei e Paperino, quando sente un colpo di clacson da fuori. Dopo aver visto la nuova auto di Paperino, viene immediatamente riconquistata. Atterra nel sedile posteriore e dà a Paperino un grosso bacio. I due sfrecciano insieme attraverso il deserto a folle velocità, ma alla fine la macchina ha problemi al motore e si ferma. Paperino cerca fiduciosamente di risolvere il problema, ma la macchina lo getta fuori e parte senza di lui. Il sedile posteriore si chiude su Donna, che rimane intrappolata dentro. Paperino insegue l'auto, ma viene investito due volte. Alla fine, l'auto si schianta su una roccia, gettando fuori Donna che finisce in una pozza di fango. Ancora una volta, Paperino scoppia a ridere e Donna si vendica colpendolo con il clacson della vettura. Poi Donna se ne va con un monociclo che aveva portato con sé nella borsa. Paperino rimane solo nel deserto con l'asino che nel frattempo lo ha raggiunto. Arrabbiato con la sua auto, Paperino le lancia contro il clacson, ma il radiatore esplode e l'acqua calda atterra sul suo sombrero, rimpicciolendolo a dimensioni minuscole. Vedendo ciò, l'asino ride istericamente.

## Donna Duck
Non è chiaro se Donna Duck rappresenti semplicemente una versione precedente di Paperina o sia un personaggio del tutto separato. Donna è ufficialmente riconosciuta come Paperina dall'Internet Movie Database e dal Big Cartoon DataBase. Tuttavia Donna venne in seguito riutilizzata in una striscia a fumetti del 1951 come rivale di Paperina.
Donna fece diverse apparizioni nella rivista inglese Mickey Mouse Weekly, ma non apparve in nessun altro film.

## Storie a fumetti
Nel 1995 Fabio Michelini e Massimo De Vita realizzarono una storia a fumetti per Topolino intitolata Paperino e il segreto della 313; in essa, alcune scene di questo cortometraggio vengono reinterpretate per spiegare l'origine della leggendaria automobile di Paperino.

## Distribuzione

### Cinema
- Paperino nel far west (1966)[6][7]

### Edizione italiana
Attualmente esistono due doppiaggi italiani del film, entrambi con gli stessi doppiatori. Il primo, eseguito nei primi anni '90 e trasmesso su Rai 2, è riconoscibile dal fatto che Donna chiama Paperino "Don Paperino". Nel ridoppiaggio del 1997 (utilizzato nel DVD), e trasmesso su K2 e Frisbee nel 2015, con il titolo in inglese. invece, Donna lo chiama semplicemente "Paperino", e inoltre i dialoghi di Luca Eliani sono più comprensibili. In entrambe le edizioni, a differenza dell'originale in cui ha la stessa voce di Paperino ed è infatti doppiata da Clarence Nash, Donna parla con voce comprensibile (doppiata da Laura Lenghi).

### Edizioni home video

#### VHS
- Paperino un disastro di eroe (agosto 1999)

#### DVD
Il cortometraggio è incluso nel DVD Walt Disney Treasures: Semplicemente Paperino - Vol. 1.